# Gesta Herwardi
Le Gesta Herwardi sono una cronaca composta in latino intorno agli inizi del XII secolo presso l'abbazia di Ely (East Anglia, Cambridgeshire).

## Descrizione
Narrano le avventure di Ervardo, meglio noto come Hereward the Wake, un eroe-fuorilegge anglosassone che si oppose alla dominazione normanna di Guglielmo il Conquistatore all'indomani della battaglia di Hastings (1066) guidando un gruppo di ribelli rifugiatisi nell'abbazia di Ely.
Il “romanzo” di Ervardo trova quindi spiegazione all'interno della desolata condizione inglese post Conquista, come urgenza patriottica del popolo asservito. Si doveva salvaguardare un sostrato culturale anglosassone che dopo l'invasione rischiava di perdersi per sempre e in questa chiave la figura del bandito dei Fens, che il giudizio storico pone in posizione assolutamente marginale, assunse proprio tale paradigma: Ervardo diventò, almeno in quella regione, la personificazione della tradizione inglese e assunse caratteristiche epiche che la memoria leggendaria medievale solitamente attribuisce a personaggi caratterizzati dall'appartenenza a ceti sociali ben più elevati. 
La storia (è lo stesso autore a suggerirlo implicitamente nel prologo) si mostra sostanzialmente bipartita. La prima parte del testo, che secondo il cronista è tratta da un manoscritto molto rovinato scritto in anglosassone e composta da Lefrico Diacono, è dedicata alla giovinezza dell'eroe in esilio fino al suo ritorno in patria (capp. II-XIV); tale sezione risulta l'unica fonte a conservare le avventure giovanili del protagonista, rappresentando probabilmente un caso esemplare di narrazione nata dalla libera mescolanza di appellativi, luoghi ed eventi storico-leggendari. La storia presenta infatti, sorprendenti legami con le gesta di altri illustri eroi medievali da Tristano a King Horn, da Havelok a Ruodlieb.
Il secondo stadio della vicenda inizia con il rientro dell'eroe e passa attraverso episodi, come la difesa di Ely, confermati da diversi documenti del periodo; eppure anche in questo caso le vicende storiche vengono spesso sovrastate dal fantastico con la presenza di echi mitici che sembrano dar vita al primo esempio medievale del topos del “buon fuorilegge” anticipando il modello di Robin Hood.
Le Gesta Herwardi sono contenute in una raccolta pergamenacea della metà del XIII secolo nota come Registro di Robert di Swaffham (ff. viii+382+xii) dal nome del probabile compilatore: Robert di Swaffham era, infatti, tesoriere e celleraio dell'abbazia benedettina di Peterborough e morì nel 1273. Il registro è stato sempre di proprietà dell'abbazia di Peterborough. Oggi è conservato nella Cambridge University Library (Chapter Library I).